# Gens Fànnia
La gens Fànnia (en llatí gens Fannia) va ser una gens romana d'origen plebeu. Cap membre de la família apareix abans del segle ii aC i el primer que va ser cònsol era Gai Fanni Estrabó (161 aC). L'únic cognomen familiar va ser Strabo. Es conserven algunes monedes d'aquesta gens.
Personatges destacats amb el cognom Fanni van ser:
- Gai Fanni, tribú de la plebs el 187 aC.
- Gai Fanni, cavaller romà.
- Marc Fanni, jutge.
- Luci Fanni, llegat de l'exèrcit al Pont i delegat de Quint Sertori.
- Gai Fanni signant de l'acusació contra Publi Clodi el 61 aC.
- Gai Fanni, tribú de la plebs el 59 aC
- Fanni, comandant de Cassi
- Gai Fanni, historiador romà.